# Les Archanges du Mont-Saint-Michel II : La Malédiction
Les Archanges du Mont-Saint-Michel II : La Malédiction par Bruno Bertin (2000, France) est le sixième album de bande dessinée des Aventures de Vick et Vicky. L'album a été réédité en 2017 avec un changement de sous-titre : Le Pardon.

## Synopsis
Au cours d'un reportage sur le Mont-Saint-Michel, Vick, Vicky et ses amis déjouent les plans de trafiquants d'objets d'art. Ils promettent à l'historien M. Fuchs de retrouver un  manuscrit avant que des personnes malintentionnées ne s'en emparent. Mais une malédiction les poursuit. En effet, pour sauver la vie de leur ami Rémi prisonnier d'un dangereux malfaiteur, ils doivent résoudre une énigme qui leur permettra d'accéder à un trésor.

## Autour de l’œuvre

### Lieux visités
La bande dessinée se passe au Mont-Saint-Michel. La bande d'amis trouve un manuscrit sur Tombelaine, un îlot en face du mont, à trois kilomètres. Au XIIIe siècle, Philippe Auguste y fit construire un fortin que Louis XIV détruisit.

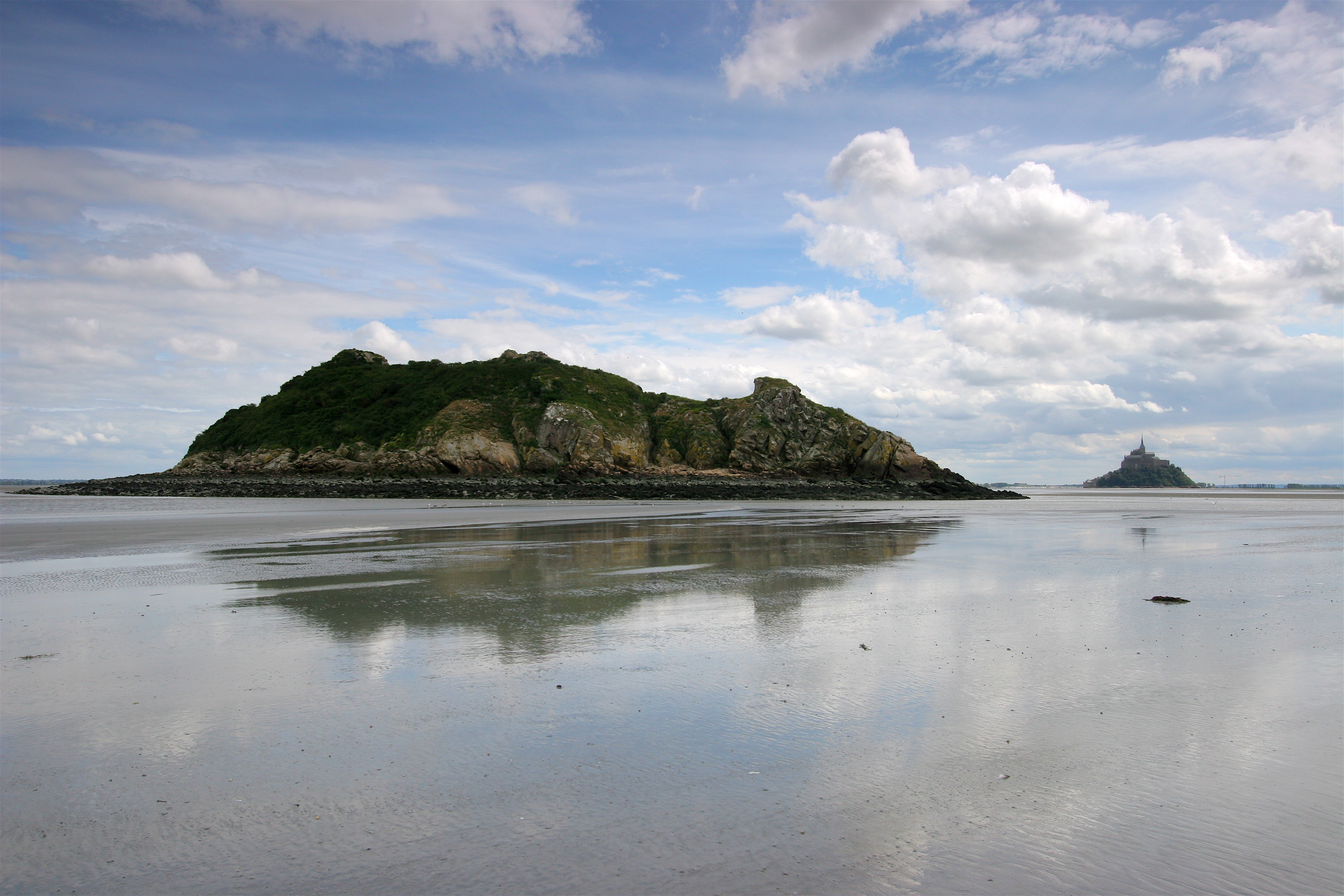
Tombelaine (à gauche) et le mont Saint-Michel (à droite) vus depuis la baie.

### Informations historiques
- Robert Jollivet, abbé du Mont-Saint-Michel.

### Clins d'œil
Le recteur de Pontorson qui intervient dans l'album Le Mystère du Baron de Lorcy apparaît page 21 dans une 2CV rouge.